# Комплексні руди
Комплексні руди (рос. комплексные руды, англ. complex ores, нім. Komplexerze n pl, komplexe (polymetallische) Erze n pl, Mischerze n pl) — природні мінеральні утворення, що містять декілька металів або ін. цінних компонентів у таких сполуках і концентраціях, при яких їх пром. використання технологічно можливе і економічно доцільне.
К.р. можуть бути полімінеральними і поліелементними.
Полімінеральні К.р. складаються з дек. мінералів різного складу, придатних для роздільно-го використання (наприклад, поліметалічна руда — з сульфідів міді, цинку, свинцю та ін. металів; мідно-молібденові К.р. — з сульфідів міді і молібдену; вольфрам-олов'яні К.р. — з мінералів цих металів).
Поліелементні К.р. складаються з дек. металів, що входять до складу одного мінералу (наприклад, ванадиніт, що містить у своєму складі свинець і ванадій; пірохлор — церій і ніобій; електрум — золото і срібло).
Пром. використання К.р. здійснюється трьома способами: при роздільному відпрацюванні полімінеральних руд, якщо вони складають різні частини рудних тіл; в процесі первинної переробки полімінеральних руд при їх селективному збагаченні; у процесі вилучення цінних елементів-домішок з К.р. та їх концентратів при металургійному переділі. За рахунок вилучення попутних компонентів економічна ефективність використання К.р. зростає в 2-3 рази.